# كاثرين جان لوبيز
كاثرين جان لوبيز (بالإنجليزية: Kathryn Jean Lopez)‏ هي صحفية أمريكية، ولدت في 22 مارس 1976.

## وصلات خارجية
- كاثرين جان لوبيز على موقع إن إن دي بي (الإنجليزية)